# عباس چاپی
عباس چاپی یکی از بازیکنان فوتبال ایران است. این بازیکن در طول در دوران حضورش، در تیم‌های مختلفی من‌جمله ایرانجوان بوشهر مشارکت داشته‌است.